# Kropidło Lachenala
Kropidło Lachenala (Oenanthe lachenalii C. C. Gmel.) – gatunek rośliny z rodziny selerowatych (Apiaceae). Występuje w zachodniej i południowej Europie. 

## Rozmieszczenie geograficzne
Zasięg gatunku obejmuje zachodnią Europę (na wschodzie po Danię, Niemcy i północno-zachodnie krańce Polski) oraz południową Europę (od Portugalii po Grecję i Bułgarię). Rośnie poza tym w Algierii i jako gatunek introdukowany w Szwecji. 
W Polsce znany był jedynie z trzech stanowisk, położonych na zachodnim wybrzeżu: Świnoujście, nad Zalewem Szczecińskim koło Karszna nad Zatoką Nowowarpieńską i Podgrodzia, po raz ostatni obserwowany w latach 60. i 70. XX wieku.

## Morfologia

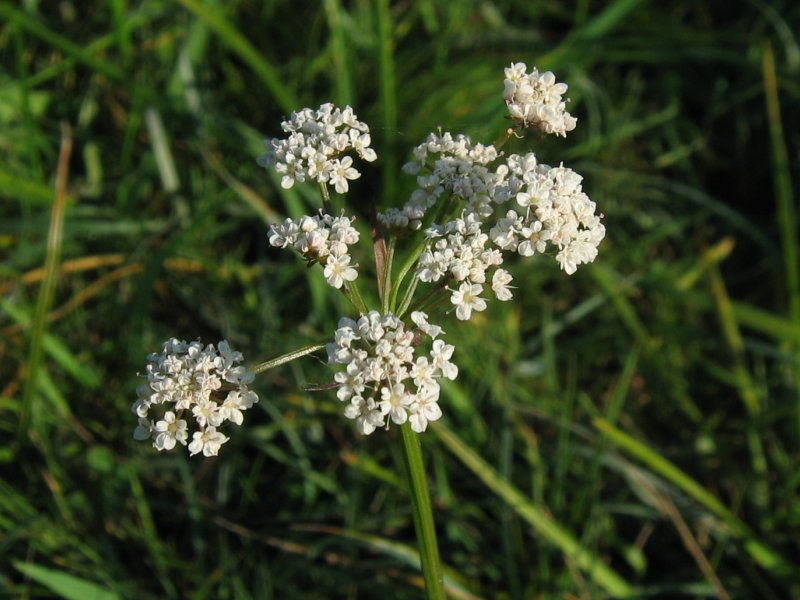
Kwiatostan

PokrójRoślina zielna z krótkim kłączem bez rozłogów, część korzeni nieco bulwiasto zgrubiałych. Łodyga osiąga do 90 cm wysokości, w dolnej części obła, w górnej bruzdowana i kanciasta. Rozgałęzia się w górnej połowie.
LiścieDolne podwójnie pierzaste z listkami okrągławymi, jajowatymi lub klinowatymi. Górne liście są pojedynczo pierzaste, a ich odcinki równowąskie.
KwiatyZebrane w 6–16 wielokwiatowych baldaszków tworzących baldach złożony. Pokryw brak lub składają się z nielicznych listków. Pokrywki są liczne, długości baldaszków. Ząbki kielicha są szydlaste, drobne. Płatki korony są białe, mają kształt odwrotnie sercowaty i osiągają do 1,5 mm długości.
OwoceJajowate rozłupnie o długości ok. 3 mm i szerokości do 1,5 mm. Żebra z miękiszem powietrznym, tępe, brzeżne większe od pozostałych.

## Biologia i ekologia
Bylina, hemikryptofit. Kwitnie od sierpnia do września. 
Rośnie na podmokłych łąkach i w szuwarach, często pod wpływem wód zasolonych. Gatunek wyróżniający zespołu Calystegio-Angelicetum archangelicae litoralis.

## Zagrożenia
Kategorie zagrożenia gatunku:
- Kategoria zagrożenia w Polsce według Czerwonej listy roślin i grzybów Polski (2006)[8]: E (wymierający); 2016: RE (wymarły na obszarze Polski)[9].
- Kategoria zagrożenia w Polsce według Polskiej czerwonej księgi roślin (2001): CR (krytycznie zagrożony); 2014: EX (wymarły)[4].